# Richard L. Abrams
Richard L. Abrams (Cleveland, 20 de abril de 1941) foi presidente da Optical Society em 1990.
Abrams obteve a graduação e o Ph.D. na Universidade Cornell. Trabalhou no Bell Labs de 1968 a 1971.